# 細田雄一
細田雄一（日语：／ Hosoda Yuichi，1984年12月6日—），日本男子鐵人三項運動員。德島縣出生，畢業於池田中学校。

## 簡歷
2010年11月，細田代表日本出戰廣州亞運會，參加鐵人三項比賽的男子个人項目，奪得金牌。